# Bezugsrecht (Versicherung)
Das Bezugsrecht dient in Versicherungsverträgen, insbesondere der Lebensversicherung oder der Unfallversicherung dazu, den Empfänger der Versicherungsleistung für den Versicherungsfall festzulegen. Üblich ist, dass Bezugsrechte bei Abschluss eines Versicherungsvertrages vermerkt werden.

## Grundsätze
Ansprüche auf Leistungen aus einem Vertrag stehen grundsätzlich dem Versicherungsnehmer zu. In manchen Fällen ist dies aber nicht sinnvoll, beispielsweise dann, wenn Versicherungen auf den Tod des Versicherungsnehmers abgeschlossen werden. Da der Versicherungsnehmer dann nicht mehr lebt, ist Ziel, einen versorgungsbedürftigen Hinterbliebenen zu bedenken.
In wieder anderen Fällen soll das Bezugsrecht auch im Erlebensfall zugunsten eines (ausgesuchten) Dritten greifen. Schließt ein Vater eine Berufsunfähigkeitsversicherung für sein Kind ab, soll dieses bei Berufsunfähigkeit die vereinbarte Berufsunfähigkeitsrente beziehen. Das Kind ist dann versicherte Person und Bezugsberechtigter der im Vertrag verbrieften Leistungen. Den Versicherungsnehmer kann die Pflicht treffen, Leistungen aus einem Versicherungsvertrag einem Dritten zukommen zu lassen, z. B. bei einer Feuerversicherung für eine kreditgesicherte Immobilie (Hypothekengeber), oder bei einer Vollkaskoversicherung dem Leasinggeber für das Auto.

## Ausgestaltung
Dem Bezugsberechtigten wird ein Anspruch auf Zahlung eingeräumt, die bei Eintritt des Versicherungsfalls fällig wird. Der Versicherungsnehmer verliert mit dem Eintritt des Versicherungsfalls (Tod) seine Rechte aus dem Vertrag. Soweit der Vertrag die Vorlage des Versicherungsscheins verlangt, muss der Bezugsberechtigte diesen vorlegen. Der Bezugsberechtigte erlangt die Versicherungsleistung(en) unmittelbar, also außerhalb des Nachlasses. Dies hat Auswirkungen auf Pflichtteilsrechte und testamentarische Beschränkungen, die grundsätzlich nur den Nachlass erfassen. Versicherungsleistungen zählen nicht dazu. Steuerrechtlich werden Versicherungsleistungen jedoch von der Erhebung zur Erbschaftsteuer erfasst. Deren Anfall kann nur dadurch vermieden werden, dass derjenige, dem die Versicherungsleistungen beim Tod zufließen sollen, den Vertrag als Versicherungsnehmer abschließt – wobei zu beachten ist, dass dann die Beitragszahlung(en) schenkungssteuerrechtlich erfasst werden.

## (Un-)Widerruflichkeit
Das Bezugsrecht kann widerruflich oder unwiderruflich ausgestaltet werden. Die Unwiderruflichkeit eines Bezugsrechtes muss ausdrücklich vermerkt werden. Ein unwiderrufliches Bezugsrecht kann nicht ohne Zustimmung des Bezugsberechtigten geändert werden. Widerrufliche Bezugsrechte hingegen können vom Versicherungsnehmer jederzeit einseitig eingeräumt und geändert werden. Dessen Wirksamkeit hängt lediglich davon ab, dass der Versicherer eine entsprechende Erklärung des Versicherungsnehmers vor Eintritt des Versicherungsfalls empfangen hat. Es genügt nicht, dass der Versicherungsnehmer bei sich ein dahin lautendes Schriftstück aufbewahrt oder ein Schriftstück so spät abgeschickt hat, dass der Versicherer es nicht vor dem Versicherungsfall empfängt.
Unwiderrufliche Bezugsrechte werden oft im gewerblichen Bereich zur Absicherung der Gesellschafter verwendet. Sie finden zudem Verwendung bei der betrieblichen Altersvorsorge (Gehaltsumwandlungen). Der Arbeitgeber ist als Versicherungsnehmer Inhaber des Vertrages, der Arbeitnehmer ist die versicherte Person. Durch das unwiderrufliche Bezugsrecht wird sichergestellt, dass der Deckungsstock im Vertrag des Arbeitnehmers vom Arbeitgeber nicht zweckentfremdet werden.

## Tod des Bezugsberechtigten
Stirbt der Bezugsberechtigte vor Eintritt des Versicherungsfalls, fällt das Bezugsrecht bei einem widerruflichen Bezugsrecht an den Versicherungsnehmer zurück, bei einem unwiderruflichen Bezugsrecht geht der Bezugsrechtsanspruch an die Erben des Bezugsberechtigten über (§ 168).

## Tod des Versicherungsnehmers
Stirbt der Versicherungsnehmer einer Versicherung auf sein eigenes Leben und hat er ein Bezugsrecht verfügt, hat der Bezugsberechtigte einen direkten Anspruch gegenüber der Versicherung auf Auszahlung der Versicherungssumme. Ein unwiderrufliches Bezugsrecht kann von den Erben nicht geändert werden. Ein widerrufliches Bezugsrecht, das dem Bezugsberechtigten bekannt ist, kann ebenfalls nicht von den Erben geändert werden. Ein widerrufliches Bezugsrecht, das dem Bezugsberechtigten noch nicht bekannt ist, können die Erben widerrufen.
Die Eintragung als widerruflicher Bezugsberechtigter ist rechtlich als Vertrag zugunsten Dritter im Sinne der § 328, § 330 BGB in Verbindung mit § 166 zu verstehen, da der Versicherer dem Bezugsberechtigten im Versicherungsfall die Leistungen erbringen muss. Bis zum Tod des Versicherungsnehmers verfügt der widerruflich Bezugsberechtigte über eine bloße Anwartschaft zum Erhalt der Versicherungssumme, die mit dem Tod des Versicherungsnehmers zum Vollrecht erstarkt, § 330 Abs. 1, § 331 Abs. 1 BGB i. V. m. § 166 Abs. 2 VVG. Die Auszahlung der Versicherung fällt somit nicht in den Nachlass, weil das Anwartschaftsrecht zu Lebzeiten des Versicherungsnehmers begründet worden ist, mithin außerhalb des Erbgangs. Dies kann auch aus § 167 Abs. 2 S. 2 VVG hergeleitet werden, eine Bestimmung, die anordnet, dass die Ausschlagung einer Erbschaft keinen Einfluss auf Bezugsrechte hat.
Auszahlungen von Lebensversicherungen sind bei Pflichtteilsberechnungen mit dem Wert unmittelbar vor dem Ableben des Versicherungsnehmers anzurechnen.